# Parentalia
Parentalia (o Parentali) erano delle festività romane, a carattere prevalentemente privato, che si celebravano ogni anno in onore dei defunti della famiglia (Parentes).

## Ricorrenza
Le celebrazioni si svolgevano nel mese di febbraio dalle idi (13 febbraio) al 21 febbraio, giorno riservato alla celebrazione delle feralia, la vera e propria festa dei morti. Si credeva in tal giorno che le anime dei defunti potessero girare liberamente tra i vivi.

## Menzioni
Ovidio (Fas. II, 571-615) ricorda la dea Tacita o Muta o Lara ed il rito a lei dedicato. Questo prevedeva che una vecchia attorniata da fanciulle  ponesse tre grani d'incenso sotto la porta, legasse fili ad un fuso scuro e si mettesse in bocca sette fave nere. Doveva quindi bruciare su un fuoco una testa di pesce impeciato e cucito con amo di rame e spargervi sopra vino, bevendone poi colle fanciulle il residuo.
Racconta quindi un mito eziologico secondo il quale la vecchia rappresenterebbe la ninfa Lala o Lara, sorella di Giuturna, punita da Giove col taglio della lingua e la morte per aver rivelato a Giunone i suoi amori con Giuturna. Secondo questo mito i Lares compitales sarebbero due gemelli da lei partoriti a seguito della violenza fattale da Mercurio nel menarla all'Ade per  ordine di Giove.